# Давыдково (Сямженский район)
Давыдково — деревня в Сямженском районе Вологодской области.
Входит в состав Житьёвского сельского поселения, с точки зрения административно-территориального деления — в Житьёвский сельсовет.
Расстояние до районного центра Сямжи по автодороге — 13 км, до центра муниципального образования Житьёва по прямой — 3 км. Ближайшие населённые пункты — Яковлевская, Васильевская, Слободка.
По переписи 2002 года население — 5 человек.